# Richard A. Lyon
Richard A. Lyon (* 1914 in Manhattan, New York; † 1994) war ein US-amerikanischer Fotograf und Mitglied der Photo League.  Die Photo League war eine Organisation von Fotografen in New York City, die sich der Dokumentation des Lebens in den Arbeitervierteln widmete. Sie wurde 1936 gegründet und bot ihren Mitgliedern Schulungen, Ausstellungsräume und eine Plattform für den Austausch über soziale und kreative Themen. Die Liga spielte eine wichtige Rolle bei der Entwicklung der sozialdokumentarischen Fotografie in den USA.

## Leben
Richard Lyon wurde 1914 in Manhattan geboren und interessierte sich schon früh für die Fotografie. Ende der 1930er Jahre trat er der Photo League bei. Während seiner Zeit bei der Photo League schuf Lyon zahlreiche Fotografien, die das Alltagsleben in New York City festhielten. Zu seinen bekanntesten Arbeiten zählen Longshoreman Unloading a Barge (1936) und Cut-rate Drugs (1938). Ersteres zeigt Hafenarbeiter beim Entladen eines Lastkahns, letzteres eine Straßenszene vor einer Discount-Apotheke. Beide Fotografien wurden 2011 bei Christie’s versteigert. Ein weiteres bemerkenswertes Werk Lyons ist Kids & Guns von 1938, das Kinder mit Spielzeugwaffen in einer städtischen Umgebung zeigt. Dieses Foto wurde in einer Ausstellung in der New York Public Library gezeigt.
Richard Lyons Arbeiten zeichnen sich durch einen dokumentarischen Stil aus, der sich auf soziale Themen und das tägliche Leben der Menschen konzentriert. Seine Fotografien bieten einen authentischen Einblick in die urbane Realität des frühen 20. Jahrhunderts und spiegeln die Mission der Photo League wider, soziale Gerechtigkeit durch visuelle Darstellung zu fördern.